# 343662 Robmorgan
343662 Robmorgan este o planetă minoră (asteroid), cu un diametru de 3,759 km, din centura de asteroizi. A fost descoperită pe 23 iunie 2010 la Wise Observatory⁠(d) de Wide-field Infrared Survey Explorer⁠(d). 
Obiectul prezintă o orbită caracterizată de o semiaxă mare de 2,738206365326 UAi, o excentricitate de 0,10230536187212, o înclinație de 8,6603972686892 ° în raport cu ecliptica.